# Motomec
Motomec is een historisch Italiaans bromfietsmerk uit Longiano bij Forlì. 
Motomec bouwde vanaf 1985 de bromfiets Jobby. Door het monteren van verschillende hulpstukken kon de 49 cc motor van deze bromfiets gebruikt worden als acculader, compressor, zelfaanzuigende pomp of hogedrukpomp. 